# Епігони
Епіго́ни (грец. Ἐπίγονοι — нащадки, післянароджені) — починаючи з елліністичного періоду нащадки воїнів та полководців Александра Македонського — діадохів.

## Антична міфологія
В античній міфології епігони — сини героїв, які брали участь у поході сімох проти Фів, організованому за 10 років після невдалого походу їхніх батьків. Це були: Алкмеон, син Амфіарая, Егіалей, син Адраста, Діомед, син Тідея, Промах, син Партенопея, Стенел, син Капанея, Терсандр, син Полініка, та Евріал, син Мекістея. За велінням оракула, похід очолив Алкмеон, що підійшов до міста з великим військом аргів'ян; фіванцями командував син Етеокла Лаодамант. Коли він загинув у боротьбі (з-поміж епігонів загинув Егіалей), фіванці повернулися до міста, але потім, за порадою провісника Тіресія, залишили Фіви, а до аргів'ян відрядили гінця з пропозицією миру. Довідавшись про втечу фіванців, аргів'яни зайняли місто і зруйнували його. Частину здобичі й дочку Тіресія Манто відправили до Дельфів, а самі повернулися додому. Поетична обробка війни епігонів була здійснена в кіклічній поемі «Епігони» та в деяких грецьких драмах. У дельфійському храмі були присвячені аргів'янам статуї епігонів.

## У сьогоднішньому тлумаченні
У сьогоднішньому переносному розумінні та мовному вжитку епігони — це особи, що за нових умов механічно відтворюють застарілі ідеї або прийоми й мистецькі засоби своїх попередників. Епігон ще визначється, як послідовник якого-небудь напряму (в політиці, науці, мистецтві і т. ін.), який не має творчої самостійності і в нових умовах механічно відтворює застарілі ідеї.